# Каскад Рівне
Спідвейний клуб Каскад Рівне — український спідвейний клуб з Рівного.
Клуб зареєстрований у жовтні 2008 року. У сезоні 2011 виступав у Другій лізі Польщі та в Українській Лізі Спідвею.

## Результати в польській лізі
| Сезон    | Ліги | Ліги   | Ліги  |
| Сезон    | Ліга | Ліга   | Місце |
| -------- | ---- | ------ | ----- |
| 2011 рік | III  | 2 ліга | 6/8   |

| Рівень ліги | Кількість сезонів | Рік      |
| ----------- | ----------------- | -------- |
| III         | 1                 | 2011 рік |